# Jakšur-Bod'ja
Jakšur-Bod'ja (in russo Якшур-Бодья?; in lingua udmurta: Якшур-Бӧдья) è un villaggio che si trova nella Repubblica Autonoma dell'Udmurtia, in Russia. È il centro amministrativo del distretto Jakšur-Bod'inskij.
L'insediamento è situato 41 km a nord di Iževsk.